# Atropoides
Genre
Atropoides est un genre de serpents de la famille des Viperidae. 

## Répartition
Les six espèces de ce genre se rencontrent en Amérique centrale.

## Liste des espèces
Selon The Reptile Database (30 août 2011) :
- Atropoides indomitus Smith & Ferrari-Castro, 2008
- Atropoides mexicanus (Duméril, Bibron & Duméril, 1854)
- Atropoides nummifer (Rüppell, 1845)
- Atropoides occiduus (Hoge, 1966)
- Atropoides olmec (Pérez-Higareda, Smith & Juliá-Zertuche, 1985)
- Atropoides picadoi (Dunn, 1939)

## Publication originale
- Werman, 1992 : Phylogenetic relationships of Central and South American pitvipers of the genus Bothrops (sensu lato): cladistic analyses of biochemical and anatomical characters in Campbell & Brodie : Biology of the Pitvipers. Selva, Tyler, Texas, p. 21-40.